# Banca Intesa
Banca Intesa foi um dos principais bancos da Itália. Foi sediada em Milão e foi fundida com a Sanpaolo IMI em 2007 para criar a Intesa Sanpaolo.